# Stanley Park
Stanley Park – park o powierzchni 110 akrów (45 ha) w Liverpoolu w Anglii, zaprojektowany przez Edwarda Kempa, który został otwarty 14 maja 1870 r. przez burmistrza Liverpoolu, Josepha Hubbacka. Jest znaczący wśród parków Liverpoolu ze względu na swój układ i architekturę. Posiada wspaniały taras z rozległymi schematami rabat, które kiedyś były ozdobione fontannami. Obejmuje on Gladstone Conservatory z 1899 r. (niedawno odrestaurowane i przemianowane na Isla Gladstone Conservatory), budynek wpisany na listę zabytków II stopnia wybudowany przez Mackenzie & Moncur z Edynburga. 50–60% terenu składało się z otwartych terenów trawiastych, odpowiednich do uprawiania sportu, a większość pozostałej części została zaprojektowana jako formalne ogrody i jeziora. Kemp zaprojektował tor do jazdy konnej („Rotten Row”), jednak nie przyjął się i został przeprojektowany na tor rowerowy około 1907 roku.
Stanley Park jest znany z podziału boisk rywalizujących klubów piłkarskich z Merseyside, Evertonu i Liverpoolu. Jednak był to również pierwotny dom początkującego klubu piłkarskiego Everton w 1879 roku, zanim klub przeniósł się na pobliską Priory Road, a następnie Anfield Road.
Część Stanley Park miała zostać włączona do obszaru proponowanego nowego stadionu Liverpoolu, którego plany ogłoszono po raz pierwszy w 2000 roku, ironicznie w tym samym miejscu, w którym grał Everton F.C., ale zmiana właściciela klubu jesienią 2010 roku spowodowała, że projekt Stanley Park został porzucony w październiku 2012 roku na rzecz rozbudowy Anfield.
W parku znajduje się kościół ewangelicki położony na rogu między dwoma drużynami piłkarskimi. Nosi nazwę „Stanley Park Church” i ma ponad 100 lat.
Park został nazwany na cześć Lorda Stanleya z Preston.